# Mozart's House
"Mozart's House" là bài hát của ban nhạc điện tử người Anh Clean Bandit. Bài hát được phát hành vào ngày 29 tháng 3 năm 2013 dưới dạng đĩa đơn thứ hai trích từ album đầu tay của nhóm, New Eyes. Nó đạt đến vị trí thứ 17 trên UK Singles Chart. Bài hát này có chứa một phần từ bản String Quartet No. 21 của Wolfgang Amadeus Mozart.

## Video âm nhạc
Video âm nhạc của "Mozart's House" được phát hành vào ngày 15 tháng 10 năm 2010, với độ dài 4 phút 4 giây. Video có nhiều cảnh Ssegawa Ssekintu hát ở nhiều địa điểm khác nhau, cùng với nữ nhạc công Grace Chatto đang mặc quần lót, giữ chiếc đàn vĩ cầm của mình ở trước ngực. Lúc phát hành video này, Grace Chatto đang là một giáo viên dạy vĩ cầm tại một ngôi trường, vậy nên khi cô xuất hiện khỏa thân trong video này, cô bị buộc thôi việc, cùng với những lời phàn nàn bởi nhiều vị phụ huynh tại trường khi cho rằng đây là hình ảnh thiếu đoan trang. Video này được ghi hình chủ yếu tại Moskva, Nga với nhiều cảnh khác được ghi hình gần trạm tàu Docklands Light Railway.

## Danh sách bài hát
| Đĩa đơn kĩ thuật số (2011) | Đĩa đơn kĩ thuật số (2011) | Đĩa đơn kĩ thuật số (2011) |
| STT                        | Nhan đề                    | Thời lượng                 |
| -------------------------- | -------------------------- | -------------------------- |
| 1.                         | "Mozart's House"           | 3:51                       |

| Digital EP (2013) | Digital EP (2013)                              | Digital EP (2013) |
| STT               | Nhan đề                                        | Thời lượng        |
| ----------------- | ---------------------------------------------- | ----------------- |
| 1.                | "Mozart's House"                               | 3:51              |
| 2.                | "Mozart's House" (bản phối lại của XXXY)       | 4:16              |
| 3.                | "Mozart's House" (bản phối lại của My Nu Leng) | 4:30              |
| 4.                | "UK Shanty"                                    | 3:37              |

## Diễn biến trên bảng xếp hạng

### Xếp hạng tuần
| Bảng xếp hạng (2013) | Thứ hạng cao nhất |
| -------------------- | ----------------- |
| Scotland (OCC)       | 17                |
| Anh Quốc (OCC)       | 17                |
| Anh Quốc Dance (OCC) | 5                 |

## Lịch sử phát hành
| Quốc gia | Ngày phát hành       | Định dạng           | Nhãn thu âm           |
| -------- | -------------------- | ------------------- | --------------------- |
| Anh Quốc | 19 tháng 11 năm 2011 | Đĩa đơn kĩ thuật số | Incredible Industries |
| Anh Quốc | 29 tháng 3 năm 2013  | EP kĩ thuật số      | Warner Music Group    |